# Арык-Басская пещера
Арык-Басская пещера — карстовая полость вертикального типа (шахта) в Горно-Крымской карстовой области в пределах Ялтинской яйлы на хребте Басман.

## География
Длина — 210 м, глубина — 108 м. Образовалась в известняках. Входная шахта (глубина 35 м) через наклонную трещинную галерею с 15-метровым колодцем соединяется с субгоризонтальной галереей (длина 65 м). На её дне — узкий колодец (глубина 25 м).

## Исследования
Открыта в 1976 году.